# Rendez-vous avec le crime
Production
Diffusion
Rendez-vous avec le crime est une série télévisée française, adaptée de la série de romans Les Détectives du Yorkshire de Julia Chapman. Elle est diffusée pour la première fois le 20 décembre 2022 sur France 3 ; le deuxième épisode, intitulé Le Mouton noir, est diffusé le 30 janvier 2024 sur la même chaîne.

## Distribution
- Arié Elmaleh : Samson
- Sophie de Fürst : Lila
- Gaëlle Bona : Sidonie

### Premier épisode (2022)
- Marius Colucci : Alban Moulin
- Baya Rehaz : Manon
- Michel Jonasz : Joseph Brion
- Mikaël Chirinian : Tom Hirel
- Lauriane Escaffre : Sarah
- Bao Blanchard Delahaie : Nathan
- Christiane Millet : madame Lemoine
- Marinelly Vaslon : Amandine Blangevin

### Deuxième épisode (2024)
- Sören Prévost : Alban Moulin
- Olivier Saladin : Joseph Brion
- Guillaume Bouchède : Georges
- Diana Rudychenko : Irina
- Zoé Bruneau : Carole
- Bernadette Le Saché : Édith
- Jean-Gabriel Nordmann : Louis
- Tom Dingler : Éric Vaillant
- Franck Trillot : Gavin
- Michel Masiero : Michel
- Pierre Cartonnet : Didier Ferri
- Benjamin Douba Paris : lieutenant Max
- Alexandre Sibiril : Kevin
- Daphné Hacquard : Élisa
- Olivier Brabant : directeur hôpital
- Valentine Regnaut : Valentine

## Fiche technique
- Titre français : Rendez-vous avec le crime
- Genre : série policière, comédie
- Production : Bérengère Legrand, Jean Nainchrik, Patrice Onfray
- Sociétés de production : Septembre Productions, Mediawan Rights
- Réalisation : Méliane Marcaggi (1er épisode), Mathilde Vallet (2e épisode)
- Scénario : Laurent Burtin, Fabienne Lesieur ; d'après l'œuvre de Julia Chapman
- Pays de production :  France
- Langue originale : français
- Format : couleur
- Nombre de saisons : 1
- Nombre d'épisodes : 2
- Durée : 90 minutes
- Date de première diffusion : 20 décembre 2022 sur France 3

## Audiences et diffusion

### En France
En France, la série est diffusée le mardi vers 21 h 10 sur France 3.
| Épisode | Titre                     | Diffusion              | Diffusion     | Audience moyenne          | Audience moyenne                       | Audience moyenne         | Audience moyenne | Réf.  |
| Épisode | Titre                     | Jour                   | Horaire       | Nombre de téléspectateurs | Part de marché (sur les 4 ans et plus) | Part de marché (FRDA-50) | Classement       | Réf.  |
| ------- | ------------------------- | ---------------------- | ------------- | ------------------------- | -------------------------------------- | ------------------------ | ---------------- | ----- |
| 1       | Rendez-vous avec le crime | Mardi 20 décembre 2022 | 21:10 - 22:40 | 4 500 000                 | 21,1 %                                 | 5,2 %                    | 1er              | [ 2 ] |
| 2       | Le mouton noir            | Mardi 30 janvier 2024  | 21:10 - 22:40 | 4 140 000                 | 21,6 %                                 | 5,2 %                    | 1er              | [ 3 ] |

- Les plus hauts chiffres d'audience
- Les plus bas chiffres d'audience

## Distinctions
- Festival Polar de Cognac 2023 : meilleure série francophone[4]